# Diecezja Środkowego Zachodu
Diecezja Środkowego Zachodu – jedna z 11 terytorialnych jednostek administracyjnych Kościoła Prawosławnego w Ameryce.
Diecezja obejmuje obszar stanów Iowa, Illinois, Indiana, Kansas, Michigan, Minnesota, Missouri, Dakoty Północnej, Nebraska, Ohio i Wisconsin. Katedrą diecezji jest sobór Trójcy Świętej w Chicago, zaś ordynariuszem diecezji od 2022 r. jest biskup Chicago i Środkowego Zachodu Daniel (Brum).  
Diecezja dzieli się na sześć dekanatów:
- Dekanat Chicago
- Dekanat Cleveland
- Dekanat Columbus
- Dekanat Kansas City
- Dekanat Michigan
- Dekanat Minneapolis

Łącznie na ich terenie działa 69 parafii i 7 placówek misyjnych. Na terenie diecezji działają ponadto dwa klasztory: żeński monaster Wprowadzenia Matki Bożej do Świątyni w Marshfield oraz męski monaster św. Jana Teologa w Hiram. Organem prasowym diecezji jest The Vigil.